# Emblyna acoreensis
Emblyna acoreensis là một loài nhện trong họ Dictynidae.
Loài này thuộc chi Emblyna. Emblyna acoreensis được Jörg Wunderlich miêu tả năm 1992.